# Alpine (E-Mail-Programm)
Alpine ist ein freies E-Mail-Programm, das an der University of Washington entwickelt wurde.
Alpine 1.0 wurde am 20. Dezember 2007 veröffentlicht.
Alpine ist eine Neufassung des Pine-Nachrichtensystems, welches um Unterstützung für Unicode und andere Funktionen erweitert wurde. Alpine ist sowohl für unerfahrene E-Mail-Nutzer als auch für anspruchsvolle, erfahrene Nutzer gedacht. Alpine wird wie Pine zuvor an der University of Washington entwickelt. Alpine kann durch Ausprobieren und durch das Verwenden der kontextsensitiven Hilfe erlernt werden. Die Benutzeroberfläche ist anpassbar.

## Lizenzierung
Alpine ist unter der Apache-Lizenz, Version 2 lizenziert. Am 29. November 2006 wurde die erste Alpha-Version öffentlich freigegeben, wohingegen die Alpha-Tests von Pine immer nicht-öffentlich waren.

## Funktionen
Alpine teilt viele gemeinsame Merkmale mit Konsolen-Anwendungen, wie einer großen Anzahl von Tastenkombinationen, um die gesamte Navigation und Bedienung mithilfe der Tastatur, anstelle der Maus, erledigen zu können. In der Tat haben alle Operationen in Alpine eine entsprechende Tastenkombination.
Im Gegensatz zu anderen Konsolen-Anwendungen für Entwickler und erfahrene Anwender, die das Bearbeiten der Konfigurationsdatei häufig erfordern, stellt Alpine die meisten Konfigurationsoptionen in der Software zur Verfügung. Dies macht Alpine unter den konsolenbasierten E-Mail-Programmen zu einem der am leichtesten erlernbaren.
Alpine unterstützt IMAP, POP, SMTP und LDAP nativ. Obwohl es kein HTML in E-Mails unterstützt, können E-Mails, die nur HTML enthalten, als Text angezeigt werden.

## Zukunft
Am 4. August 2008 hat das Alpine-Team der University of Washington angekündigt, dass nach einem weiteren Release, dem Web-Alpine 2.0, sie „ihre Anstrengungen von der direkten Weiterentwicklung in die einer Beratungs- und Koordinierungsrolle verlagern wollen, um bei der Integration der Beiträge aus der Gemeinschaft zu helfen“.

### re-alpine
Eine Weiterführung ist re-alpine. Am 20. August 2011 wurde re-alpine, die Grundlage für Weiterentwicklung des alpine-Pakets, in Debian GNU/Linux integriert. Es wurde zuletzt im November 2016 aktualisiert.

### Alpine 2.10
Am 16. Januar 2013 hat der langjährige Mitarbeiter am Alpine-Projekt, Eduardo Chappa, die Version 2.10 von Alpine freigegeben. Die Bekanntgabe dieses Releases erfolgte in der comp.mail.pine-Newsgroup. Inzwischen ist Version 2.26 verfügbar.